# Suchradar
Ein Suchradar (auch Überwachungsradar oder Zielzuweisungsradar) dient primär der Erfassung und Verfolgung von Flugzeugen mit Hilfe der Radartechnologie. Spezielle Varianten können auch Ziele außerhalb der Erdatmosphäre erfassen.

## Militärische Anwendungen
Militärische Suchradare erfüllen vielfältige Zwecke: Erfassung und Verfolgung von feindlichen Flugzeugen, Hubschraubern, Marschflugkörpern, ballistischen Raketen und Weltraumfahrzeugen. Oft ist das Radar in ein Flugabwehrsystem eingebunden, damit geortete Ziele umgehend bekämpft werden können. Da ein Suchradar allerdings auf das Durchsuchen eines großen Raumvolumens ausgelegt ist, kann es für viele passiv radargelenkte Flugabwehrraketen keine Feuerleitlösung zur Verfügung stellen. Daher werden die ermittelten Zieldaten an ein Feuerleitradar übergeben, welches auf diese Aufgabe spezialisiert ist. Mit den neuen Multifunktionsradaren auf Basis von Phased-Array-Antennen (z. B. AN/SPY-1) entfällt diese Aufgabenteilung jedoch zunehmend.
Ältere Suchradare arbeiten meist in einem niedrigen Frequenzbereich von 0,1 bis 0,5 GHz, weswegen sie relativ groß und schwer sind. Darüber hinaus können sie nur sehr ungenaue Positionsangaben liefern und sind anfällig gegenüber Cluttern. Neuere Systeme arbeiten daher im Bereich von 1 bis 5 GHz, wo diese Probleme keine große Rolle mehr spielen. Bei speziellen, ortsfesten Systemen werden allerdings immer noch sehr niedrige Frequenzen (0,005 – 0,05 GHz) verwendet, da man so sehr hohe Reichweiten erzielen kann. Zu diesen Systemen gehören u. a. Überhorizont- und GCI-Radare, wobei letztere zum Koordinieren von Abfangeinsätzen genutzt werden.

## Zivile Anwendungen
In der zivilen Luftfahrt werden Suchradare zur Erfassung und Leitung des Flugverkehrs eingesetzt. Hierbei wird zwischen sekundären und primären Radaren unterschieden. Erstere können nur Flugzeuge erfassen, welche über einen aktiven Transponder verfügen, während letztere generell jedes größere Flugobjekt orten können.

## Galerie

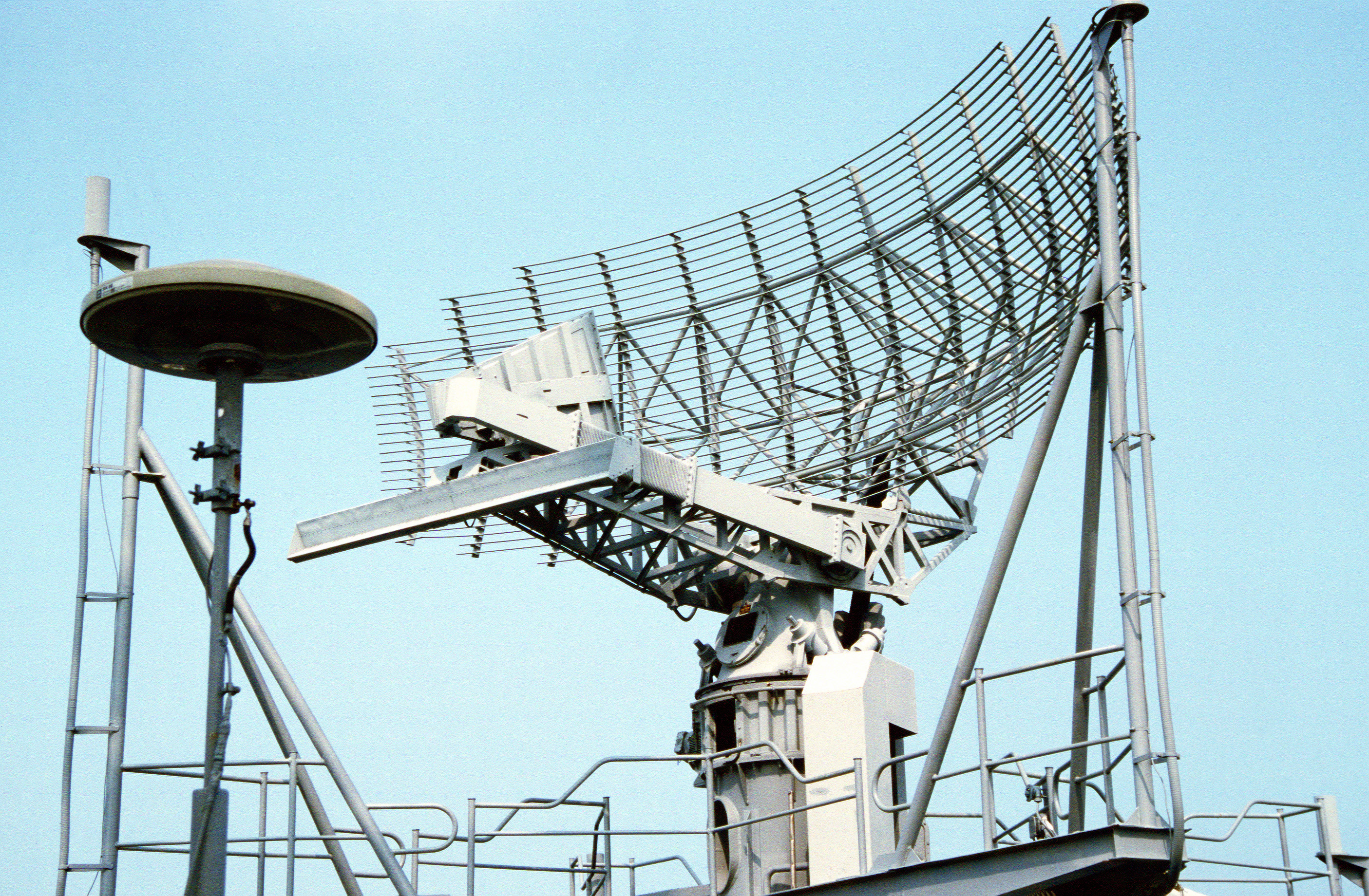
Das 2D-Suchradar AN/SPS-49
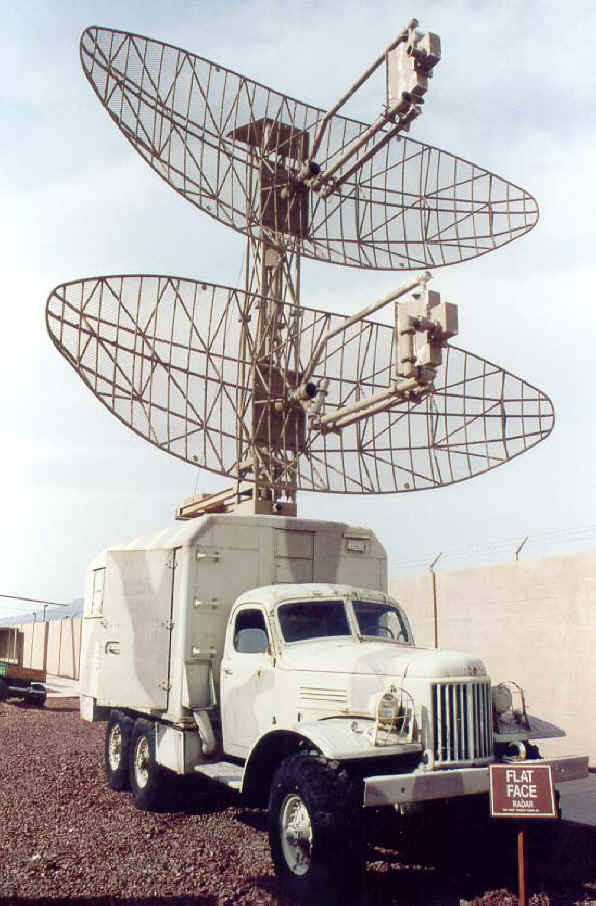
Das 2D-Suchradar P-15
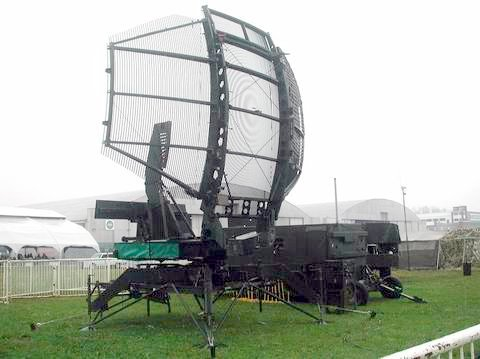
Das 3D-Suchradar AN/TPS-43
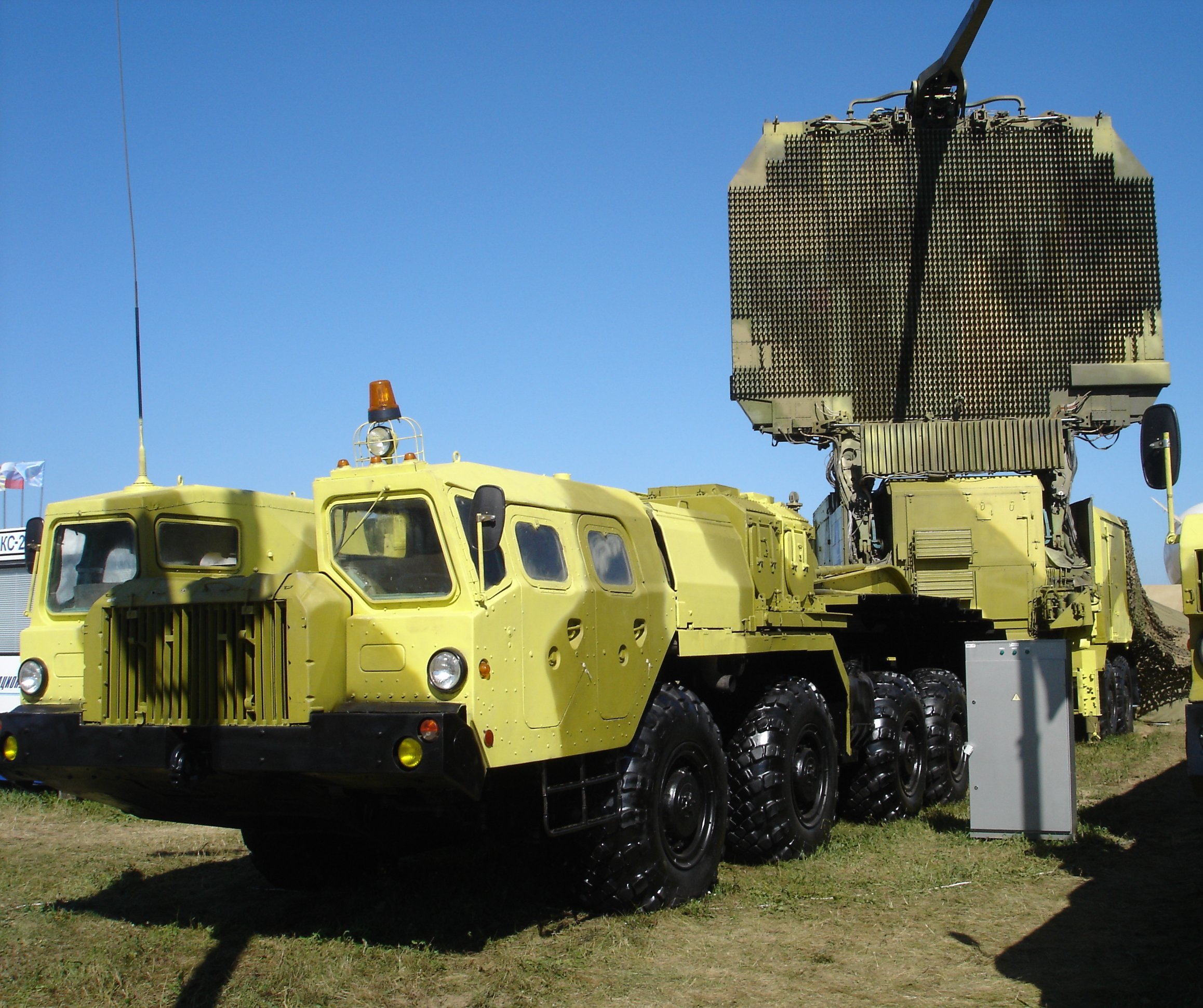
Das „Big Bird“-3D-Suchradar für S-300P
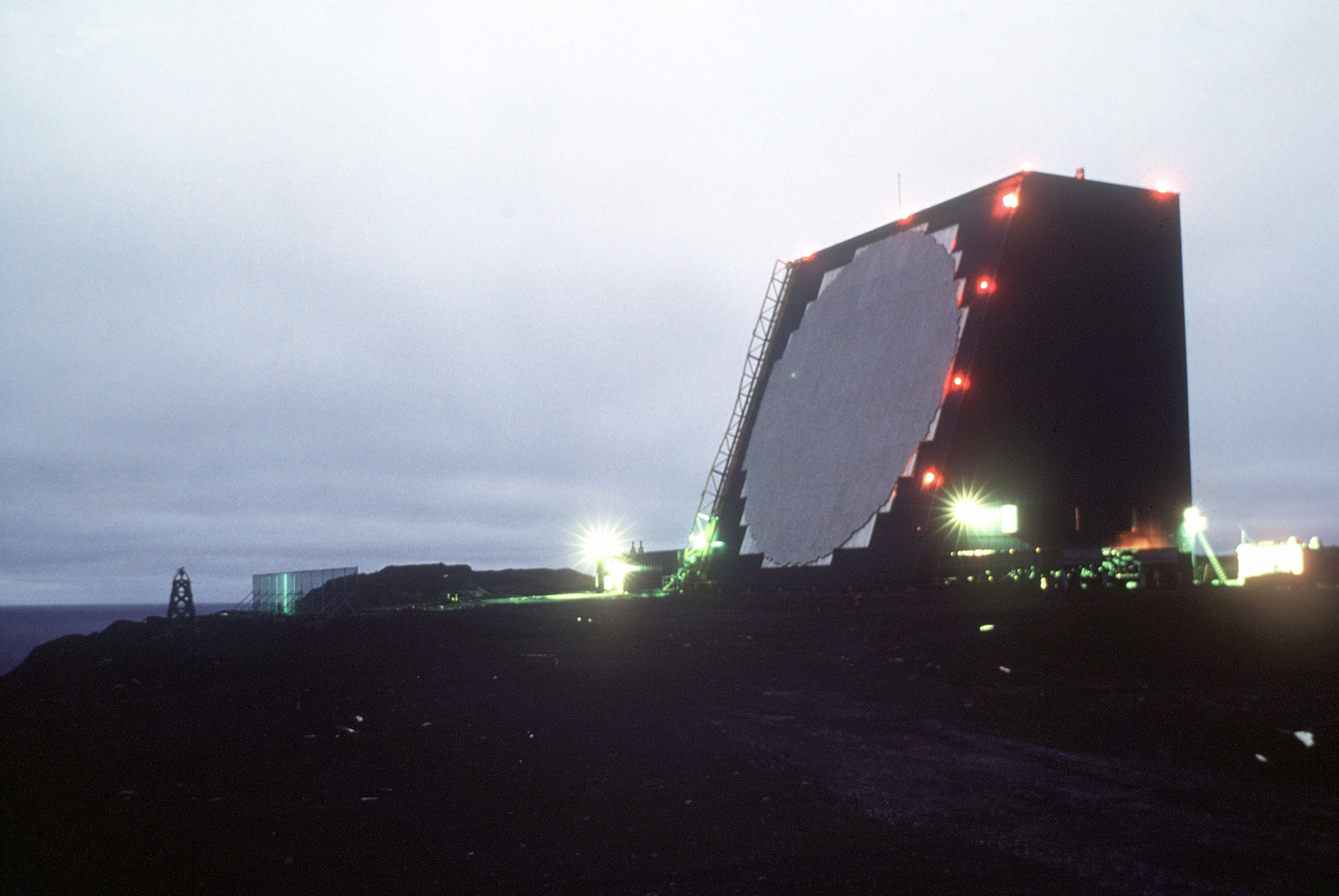
Das Cobra Dane Frühwarnradar
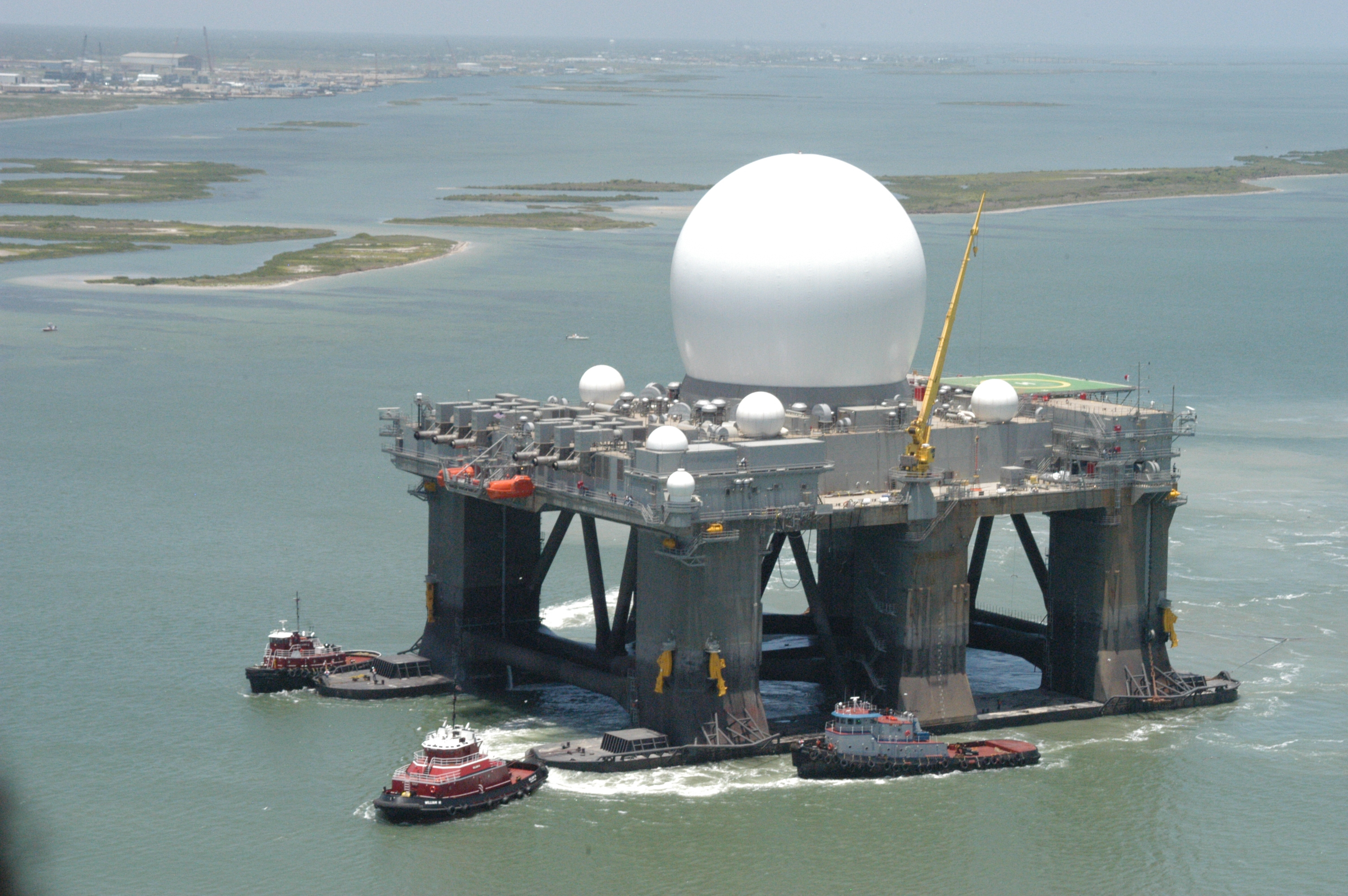
Das Sea-Based X-Band Radar
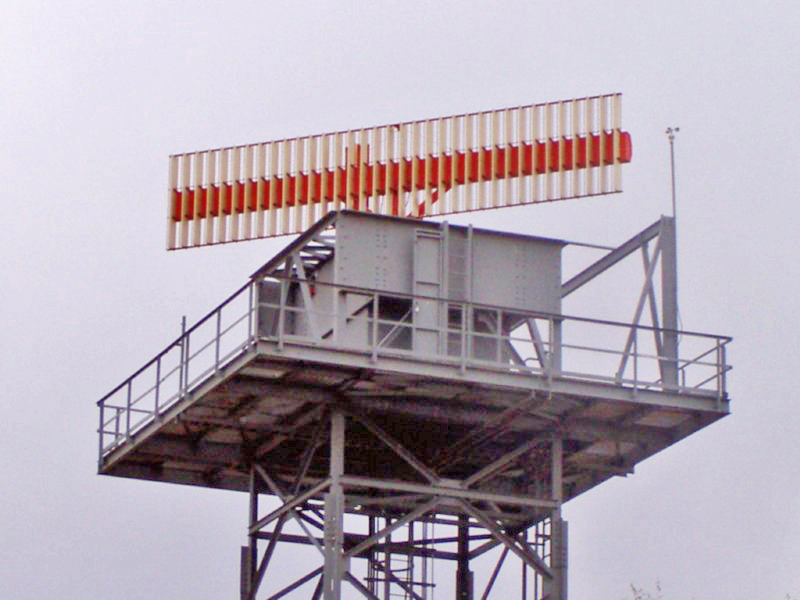
Sekundärradar der Deutschen Flugsicherung